# Расёмон (фильм)
«Расёмон» (яп. 羅生門 Расё:мон) — японский чёрно-белый художественный фильм режиссёра Акиры Куросавы, снятый им вместе с оператором Кадзуо Миягавой в жанре дзидайгэки. В фильме снимались такие звёзды японского кино, как Тосиро Мифунэ, Матико Кё, Масаюки Мори и Такаси Симура. Является экранизацией рассказа Рюноскэ Акутагавы «В чаще», а название и место действия взяты из другого рассказа этого же писателя — «Ворота Расёмон». В этой картине впервые в кинематографе одно и то же событие показано с точки зрения разных персонажей. Появление фильма ознаменовало выход японского кинематографа на мировую арену. «Расёмон» отмечен многочисленными наградами, среди которых «Золотой лев» на Венецианском кинофестивале и «Оскар» за лучший фильм на иностранном языке.
Фильм также повлиял на появление в популярной культуре и жизни Эффекта Расёмона, принципа субъективного восприятия и интерпретации событий. 

## Сюжет

### Пролог
Действие происходит в Японии в XI веке. В развалинах каменных ворот Расёмон прячутся от грозы дровосек (Такаси Симура) и странствующий монах (Минору Тиаки), дававшие показания на суде по делу об убийстве самурая Такэхиро Канадзава (Масаюки Мори) и изнасиловании его жены Масако (Матико Кё), инцидент произошёл на лесной дороге. К ним присоединяется прохожий крестьянин (Китидзиро Уэда), которому они и рассказывают эту историю. И монах, и дровосек поражены тем, что рассказы участников не совпадают между собой.
Дровосек рассказывает о том, как нашёл в лесу труп самурая и немедленно убежал, чтобы оповестить об этом ближайшего судебного чиновника. Далее предлагаются четыре версии произошедшего, которые рассказывают участники дела во время допроса в суде.

### История разбойника
Пойманный разбойник Тадзомару (Тосиро Мифунэ), обвиняемый в изнасиловании и убийстве, не отрицает своей вины. По его словам, он, заметив пару в лесу, возжелал жену самурая. Разбойник обманул самурая, рассказав ему, что раскопал древнее захоронение и нашёл там ценное оружие. Разбойник предложил осмотреть добычу и поделить клад. Самураю пришлось оставить лошадь, жену и поклажу и углубиться в чащу. Заведя самурая в заросли, Тадзомару нападает на него и привязывает к корням дерева. Затем он приводит туда же жену и насилует её на глазах мужа. После этого он хочет уйти, но женщина умоляет его вызвать мужа на поединок, чтобы спасти её от позора. Она обещает уйти с ним после убийства.
Происходит поединок на мечах, самурай сражается доблестно и умело, но разбойник оказывается победителем, а позже случайно попадает в руки правосудия. Женщина убегает. В конце допроса судья спрашивает, куда делся кинжал с драгоценными камнями, принадлежащий жене самурая, на что разбойник ответил, что в суматохе забыл обо всём, и было глупо с его стороны оставлять такой дорогой предмет.

### История жены
Версия жены самурая (Матико Кё) сильно отличается от версии бандита. После изнасилования бандит уходит. Она развязывает мужа, умоляет простить её, но он смотрит на неё с презрением и отвращением. Затем она просит мужа убить её, так как не может вынести позора. Холодный взгляд мужа и его безмолвие сильно потрясают её, она падает в обморок с кинжалом в руке. Очнувшись, она видит труп мужа с кинжалом в груди, затем безуспешно пытается убить себя и после этого в отчаянии убегает.

### История самурая
В суд приглашают женщину-медиума (Норико Хомма), чтобы она вызвала дух убитого самурая. Тот является и устами медиума рассказывает. По его версии, после изнасилования женщины Тадзомару уговаривает её бросить мужа и стать его женой. Она соглашается при условии, что он убьёт мужа. Поражённый её коварством бандит предлагает самураю выбор: убить жену или простить. Женщина убегает. Разбойник не может её догнать, он развязывает самурая и уходит. Самурай закалывает себя кинжалом жены. Потом кинжал кто-то вынул из раны.

### История дровосека
Действие снова возвращается к воротам Расёмон. Дровосек признаётся, что видел гораздо больше, чем сказал в суде. По его словам, он видел и изнасилование, и убийство. Он утверждает, что разбойник уговаривал женщину выйти за него замуж и уйти с ним. Женщина говорит, что она ничего не решает, и освобождает мужа. Мужчины должны решить поединком, с кем останется женщина. Самурай не хочет драться, увидев позор жены и обвинив её в том, что она не убила себя, когда могла. Разбойник тоже против бессмысленного убийства и собирается уйти. Но женщина провоцирует обоих, назвав их трусами, в результате происходит поединок на мечах, но совсем не так, как в рассказе разбойника: Тадзомару и самурай сражаются трусливо и неумело, в конце концов Тадзомару побеждает по чистой случайности. Недолго колеблясь, он убивает самурая, который униженно умоляет о пощаде. Жена в ужасе убегает. Разбойник уходит, забирая оба меча.

### Финал
Рассказ дровосека прерван плачем ребёнка. Герои подходят к разрушенным воротам, где находят корзину с ребёнком, в которой лежат кимоно и амулет. Крестьянин тут же присваивает их. Дровосек упрекает его в краже у беспомощного младенца. На это крестьянин отвечает, что теперь понял, почему дровосек не рассказал на суде всё как было: ясно, что он-то и забрал дорогой кинжал женщины, а значит, тоже является вором. Крестьянин заявил дровосеку: «жулик жулика вором назвал», и уходит, ударив дровосека, который унижен и не защищается. Монах поражён тем, что всё вокруг является ложью. Он берёт на руки ребёнка. Когда дровосек протягивает руки к ребёнку, монах ошарашен: «Хочешь последнюю пелёнку снять?!» Дровосек объясняет, что в его семье уже шестеро детей, так что ещё один не станет большой обузой. Теперь присвоение кинжала дровосеком предстаёт в совсем ином свете. Монах отдаёт ребёнка и благодарит дровосека, что тот вернул ему веру в человека. Дождь заканчивается, и снова светит солнце.

## В ролях
| Актёр          | Роль                          |
| -------------- | ----------------------------- |
| Тосиро Мифунэ  | разбойник Тадзёмару           |
| Масаюки Мори   | самурай Такэхиро Канадзава    |
| Матико Кё      | Масако Канадзава жена самурая |
| Такаси Симура  | дровосек Кикори               |
| Минору Тиаки   | монах                         |
| Китидзиро Уэда | крестьянин                    |
| Норико Хонма   | медиум                        |
| Дайсукэ Като   | полицейский                   |

## Художественные особенности

#### Минимализм
Увлечение Куросавы немым кино и современным искусством отразилось на минимализме этого фильма: «Я всегда любил немые фильмы, я хотел восстановить их красоту. Я думал об этом как мне помнится в следующем ключе: одна из техник современного искусства — упрощение, и поэтому я должен упростить этот фильм». Поэтому в фильме только три места действия: ворота, лес и внутренний двор. Лес настоящий, а двор и ворота — простейшие декорации. Также это частично связано с малым бюджетом, которым обеспечила Куросаву компания «Daiei».

#### Операторская работа
Оператор Кадзуо Миягава привносил некоторые свои идеи в кино. Так, в одной части фильма друг за другом показаны три крупных плана — бандита, жены и мужа, затем они повторяются. Это сделано для того, чтобы показать трёхсторонность их отношений. Согласно знатоку японской культуры Дональду Ричи, длительность планов с женой и бандитом одинаковы в случаях, когда бандит ведёт себя по-варварски, а жена сходит с ума в истерике. В Расёмоне присутствуют кадры, где камера наведена прямо на солнце. Куросава хотел использовать натуральный свет, но он был слишком слабым, поэтому было решено использовать зеркала, чтобы отражать его. В результате получился яркий солнечный луч, проникающий сквозь ветви на героев. В сцене у ворот Расёмон Куросава никак не мог добиться того, чтобы дождь был виден не только на переднем плане, но и в глубине, где он сливался с серыми декорациями. Поэтому в воду дождевых машин подмешали чернила, что сделало дождь контрастным.

#### Символизм света
Тадао Сато считает, что солнечный свет в фильме символизирует зло и грех, так как жена поддаётся бандиту, когда видит солнечный свет. Однако профессор Кейко И. Макдональд противопоставляет Сато своё видение: свет — это «добро» или «причина», а тьма — это «зло» или «импульс». Она по-другому интерпретирует сцену, указанную Сато — жена отдаётся бандиту, так как солнце начинает заходить. Также Макдональд указывает на то, что Куросава долго ждал большого облака для съёмок последней сцены у ворот Расёмона, когда дровосек берёт брошенного ребёнка и уносит его домой. Куросава хотел показать, что в любой момент может полить тёмный дождь, даже если небо в данный момент ясное. К сожалению, финальная сцена получилась очень оптимистичной, так как было слишком солнечно и ясно, чтобы выполнить задумку.

#### Монтаж и музыка
Стенли Кауффманн пишет, что Куросава часто снимал одну и ту же сцену разными камерами в одно и то же время, что позволяло ему свободно монтировать фильм и соединять вместе куски, снятые разными камерами, но создававшие вместе эффект плавного движения от одного предмета к другому. Также он часто соединял короткие планы в один, и зрители не замечали этого. Дональд Ричи писал: «в фильме 407 склеек, в два раза больше, чем в обычном фильме того времени, но половина склеек не привлекает к себе внимания».
Музыку к фильму написал известный японский композитор Фумио Хаясака. Специально для фильма он сделал японскую адаптацию Болеро Мориса Равеля: она звучит в кадрах входа дровосека в лесную чащу и в сцене самурая с женой.

## Критика

### Отзывы в Японии
Фильм получил две награды в Японии, но не имел успеха в японском прокате. Местные кинокритики упрекали Куросаву в слишком вольном обращении с литературными первоисточниками.

### Показ на Венецианском кинофестивале
«Расёмон» был показан в 1951 году на Венецианском кинофестивале благодаря итальянскому японоведу Джулиане Страмиджоли, рекомендовавшей фильм агентству «Unitalia Film» для показа на фестивале. С выбором Страмиджоли поначалу не согласились в кинокомпании «Daiei» и в японском правительстве, предлагая в качестве образца достижений японского кинематографа одну из работ более известного режиссёра Ясудзиро Одзу. Несмотря на эти разногласия, фильм всё же был показан и имел триумфальный успех, получив Приз итальянских кинокритиков и главный приз фестиваля — «Золотого льва».

### Показ в США
В США премьера фильма состоялась 26 декабря 1951 года, и в следующем году он получает «Почётную награду» Киноакадемии за «самый выдающийся фильм на иностранном языке, вышедший на экраны США в 1951 году».

## Награды и номинации
- 1951 — два приза Венецианского кинофестиваля: «Золотой лев» и Приз итальянских кинокритиков (оба — Акира Куросава).
- 1951 — две премии Национального совета кинокритиков США: лучший режиссёр (Акира Куросава) и лучший зарубежный фильм.
- 1951 — премия «Майнити» лучшей актрисе (Матико Кё).
- 1951 — премия «Голубая лента» за лучший сценарий (Акира Куросава и Синобу Хасимото).
- 1952 — почётная премия «Оскар» за лучший фильм на иностранном языке.
- 1953 — номинация на премию «Оскар» за лучшую работу художника и декоратора (Такаси Мацуяма, Х. Моцумото).
- 1953 — номинация на премию BAFTA за лучший фильм.
- 1953 — номинация на премию Гильдии режиссёров США за лучшую режиссуру — Художественный фильм (Акира Куросава).

## Культурное влияние
Революционная лента о поиске истины, которая всегда где-то рядом, открыла для европейцев факт существования японского кино. А в исторической перспективе — породила самостоятельный жанр фильмов, так называемый Эффект Расёмона, воспроизводящих одно событие с разных точек зрения.
Фильм был отреставрирован и оцифрован японской компанией Kadokawa Pictures при участии Американской киноакадемии. Премьерный показ состоялся 18 сентября 2008 года в Лос-Анджелесе в кинотеатре «Samuel Goldwyn Theater» в рамках ретроспективы Куросавы.